# Morningstar
Pour les articles homonymes, voir Morningstar (homonymie).
 (juin 2017).
Si vous disposez d'ouvrages ou d'articles de référence ou si vous connaissez des sites web de qualité traitant du thème abordé ici, merci de compléter l'article en donnant les références utiles à sa vérifiabilité et en les liant à la section « Notes et références ».
Morningstar, Inc. est une entreprise de gestion d'actifs fondée en 1984 et basée à Chicago, aux États-Unis.

## Activité
Morningstar est une entreprise fournissant des informations sur les placements en Amérique du Nord, en Europe, en Australie et en Asie. Ses clients sont des investisseurs, des conseillers financiers, des gestionnaires d'actifs et des fournisseurs de régimes de retraite par exemple.
Le périmètre d'étude de Morningstar se fait sur plus de 510 000 offres d'investissement (actions, fonds communs de placement) et il donne  des informations en temps réel sur plus de 17 millions d'actions, indices, contrats à terme, options par exemple.
Morningstar gère aussi plus de 180 milliards de dollars d'actifs (à fin 2015).
En 2020, la société Morningstar conclut un accord pour se porter acquéreur de Sustainalytics, une société basée au Pays-Bas et spécialisée dans la notation des performances environnementales, sociales et de gouvernance (ESG). La commission européenne considère depuis que le mélange des genres, entre évaluation ESG et évaluation de performance financière pose un problème de conflit d’intérêt.